# Drepanoperas falcigera
Drepanoperas falcigera là một loài bướm đêm trong họ Erebidae.